# هنکلی (کالیفرنیا)
هنکلی (به انگلیسی: Hinkley) یک منطقهٔ مسکونی در ایالات متحده آمریکا است که در شهرستان سن برناردینو، کالیفرنیا واقع شده‌است. هنکلی ۱٬۹۱۵ نفر جمعیت دارد.